# Otoplana truncaspina
Otoplana truncaspina är en plattmaskart som beskrevs av Lanfranchi 1969. Otoplana truncaspina ingår i släktet Otoplana och familjen Otoplanidae. Inga underarter finns listade i Catalogue of Life.